# Mattituck
Mattituck es un lugar designado por el censo (o aldea) ubicado en el condado de Suffolk en el estado estadounidense de Nueva York. En el año 2000 tenía una población de 4.198 habitantes y una densidad poblacional de 187.5 personas por km².

## Geografía
Mattituck se encuentra ubicado en las coordenadas 40°59′41″N 72°32′14″O / 40.99472, -72.53722. Según la Oficina del Censo, la ciudad tiene un área total de 26,5 km² (10,2 mi²), de la cual 22,4 km² (8,6 mi²) es tierra y 4,1 km² (1,6 mi²) (15.53%) es agua.

## Demografía
Según la Oficina del Censo en 2000 los ingresos medios por hogar en la localidad eran de $55,353, y los ingresos medios por familia eran $63,370. Los hombres tenían unos ingresos medios de $42,917 frente a los $34,813 para las mujeres. La renta per cápita de la localidad era de $26,101. Alrededor del 5.6% de la población estaban por debajo del umbral de pobreza.